# کارپ لیک (میشیگان)
کارپ لیک (به انگلیسی: Carp Lake) یک منطقهٔ مسکونی در ایالات متحده آمریکا است که در میشیگان واقع شده‌است. کارپ لیک ۱۲٫۳ کیلومتر مربع مساحت و ۳۵۷ نفر جمعیت دارد و ۲۲۱ متر بالاتر از سطح دریا واقع شده‌است.